# 樛乐
樛乐（？—前112年），西汉校尉，南越国第四代君主赵兴的舅舅，樛太后的弟弟。公元前113年，西汉皇帝汉武帝派遣安国少季出使南越国，前往告谕南越国新一任君主赵兴，让他比照汉朝的内诸侯前来长安朝拜汉武帝。安国少季出使到南越国后，年幼的赵兴和其原为中原人的母亲樛太后都主张内属，但掌握南越国实权的丞相吕嘉却反对内属，两派发生了激烈的争议。樛太后摆了一场宴席，想借汉朝使者的手除掉吕嘉，但安国少季等汉朝使者犹豫不决，错失良机。前112年，汉武帝派樛乐和韩千秋率2000人前往南越国为安国少季的使团助势。但当他们进入南越国之后，吕嘉和其弟弟发动政变，杀死了赵兴、樛太后和汉朝的使者，拥赵兴的哥哥赵建德为新一任南越王。汉武帝获知后大为震怒，派出10万大军在前111年攻下南越国的都城番禺，活捉吕嘉和赵建德，南越国灭亡。樛乐死后，其子樛广德被汉武帝封为龙亢侯。